# Sandals Cay
Sandals Cay (voorheen Kokomo Island) is een deel van een privaat domein in Montego Bay, Jamaica. De vroegere naam was gebaseerd op het lied Kokomo van The Beach Boys.
Het is een klein eiland met een oppervlakte van 1 hectare.